# Miguel de Andrea
Miguel de los Santos de Andrea (Navarro, Buenos Aires, 5 de julio de 1877 - Buenos Aires, 23 de junio de 1960) fue un sacerdote católico argentino. Fue obispo titular de Temnos.
Impulsó la fundación del Partido Demócrata Cristiano de la Argentina.

## Biografía
Nació en Navarro, provincia de Buenos Aires, el 5 de julio de 1877, hijo de padres italianos católicos. Era el segundo de siete hijos. 
A los once años definió su vocación sacerdotal ingresando en el Seminario de Buenos Aires. En el Colegio Pío Latino Americano fue ordenado sacerdote por el obispo de La Plata, don Juan N. Terrero.
Aplicando las enseñanzas del Papa León XIII en sus encíclicas Rerum Novarum (1891) sobre la cuestión social y Graves de Communi Re (1901) sobre el recto concepto de Democracia Cristiana, como parte del Socialcristianismo y distinguiéndola de la Socialdemocracia, Federico Grote, fundó en 1892 los Círculos Católicos de Obreros siendo su presidente en 1893 Santiago Gregorio O'Farrell y en 1902 la Liga Democrática Cristiana. El Primer Manifiesto de la Liga Democrática Cristiana contiene los principios básicos del socialcristianismo.
En 1900 el presbítero Miguel de Andrea pronunciaba su primer sermón en la iglesia parroquial de su pueblo natal, en medio de un auditorio de parientes y amigos. En 1900 se lo designó prosecretario del arzobispado de Buenos Aires y dos años después capellán del convento de Santa Catalina. En 1904 fue secretario privado del arzobispo Mariano Antonio Espinosa. En 1912 fue nombrado cura rector de San Miguel Arcángel, la tradicional e histórica iglesia porteña de la que sería párroco hasta su muerte. También ese año fue nombrado director, en reemplazo de su fundador, el padre alemán Federico Grote, de los Círculos de Obreros Católicos (COC).
Durante esa década, cuando comenzaron a difundirse en Argentina doctrinas anarquistas procedentes de Italia y España, fundó la Liga Social Argentina, grupo de tendencias fascistas, cuyo objetivo era luchar contra el modernismo y las tendencias que consideraban subversivas. En la Liga tenían activa participación Alejandro Bunge y Atilio Dell'Oro Maini, que serían ministros durante la dictadura de Aramburu, cuyos enemigos definidos por sus órganos de prensa La Unión eran los judíos, los liberales y los masones 
En 1919 se celebraría el Iº Congreso de los Católicos Sociales de América Latina, dos años después de la revolución comunista soviética en Rusia. En la década de 1920, comandadas por Miguel de Andrea, las organizaciones del laicado que aún se mantenían independientes  de los mandatos de la jerarquía, fueron convocadas a integrarse a una supraorganización o a disolverse.
Su experiencia en el terreno social y sus conexiones con grupos económicamente poderosos decidirían su designación en 1919 al frente de la Unión Popular Católica Argentina, que respondía a directivas de la Santa Sede, donde intentando imponer un modelo de actividad social centralizada, reagrupando todas las asociaciones sociales católicas existentes –menos los COC–, organizó e impulsó una gran colecta nacional para obtener donaciones, para edificar viviendas baratas, barrios obreros y edificios para acción social.
En julio de 1923, la Liga Patriótica Argentina propicia en el teatro Coliseo, junto al Círculo Tradición Argentina, las cuatro conferencias donde Leopoldo Lugones arroja las nueve bases: "Italia acaba de enseñarnos, bajo la heroica reacción fascista encabezada por el admirable Mussolini, cuál debe ser el camino a seguir". De Andrea adhiere a la proclama y da conferencias acerca del las ventajas del Estado corporativo italiano instaurado por Mussolini. El diez de enero de 1919 se conformó en el Centro Naval el grupo llamado 'Defensores del Orden' para "cazar" agitadores durante los acontecimientos de la Semana Trágica, la semana transcurrida desde el 8 al 17 de enero (de 1919), siendo arengados por Monseñor Miguel De Andrea en sus homilías. Según Herman Schiller las acciones directas de la "Liga Patriótica" encontraron una sustentación teórico-filosófica que partía, principalmente, de los sectores más reaccionarios de la Iglesia Monseñor Miguel de Andrea, Obispos Piaggio y Bustos (Córdoba).

## Obispo de Temnos

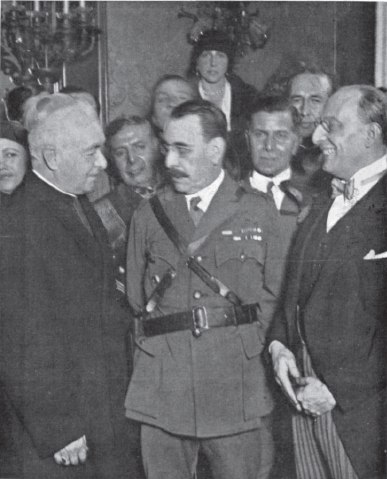
De Andrea con el dictador José Félix Uriburu.

Pero las acciones directas de la "Liga Patriótica" encontraron una sustentación teórico-filosófica que partía, de los sectores más reaccionarios de la Iglesia. entre los que se encontraba Monseñor Miguel de Andrea, quién lanzó una campaña explicando que "el peligro nacía del hecho de que los trabajadores y las masas populares habían dejado de creer en Dios, en la Iglesia y en el régimen".
En 1919, Benedicto XV lo nombró protonotario apostólico, y en 1920, obispo de Temnos, siendo consagrado en la Catedral Metropolitana de Buenos Aires. 
De Andrea se embarcará para Europa, y llegaba en enero de 1922. Cuando se trasladará a España En 1923, su nombre figuraba primero en la terna preparada por el Senado de la Nación para el arzobispado de Buenos Aires}.[cita requerida] No obstante ello, fue designado como Ministro Plenipotenciario del Gobierno Argentino ante la Santa Sede.
Durante la década del 20 participará de la formación del grupo parapolicial de derecha Liga Patriótica Argentina junto con Joaquín Samuel de Anchorena, Dardo Rocha, el general Luis Dellepiane, Estanislao Zeballos, Luis Agote, Francisco P. Moreno, Ángel Gallardo, Jorge Mitre, Carlos Tornquist, Monseñor Napal, Miguel Martínez de Hoz, Julio A. Roca (hijo).
Cuando en noviembre de 1920 se desató la huelga general de peones rurales en la provincia de Santa Cruz, hecho popularmente conocido como la Patagonia Rebelde, la Liga se alistó para frenar el paro, la patronal comienza una serie de represalias contra los participantes de las huelgas con refuerzos parapoliciales integrados por miembros de la Liga. La Liga Patriótica tuvo una actuación destacada en el conflicto que finalizó en enero de 1922, con un saldo de 1500 trabajadores muertos.

En su paso por la "Liga Patriótica Argentina" lideró la propuesta de aplastar la conspiración judeo-maximalista, ante otras personalidades que estaban reunidas en el Centro Naval, desde allí partió el 6 de enero un grupo de jóvenes católico-nacionalistas armados, arengados por De Andrea y Domecq García a llevar a cabo una " cruzada antijudía " del 6 al 13 de enero de 1919,- que dejó como saldo unos 700 muertos y más de 4000 heridos. Monseñor autorizó a los miembros de los círculos Obreros Católicos a incorporarse a la Liga Patriótica, que surgió como fuerza parapolicial contra los movimientos anarquistas, judíos, y de obreros con tendencias socialistas.Su violencia estaba concentrada principalmente en las comunidades rusa y hebrea, que desde
Durante los años 30 De Andrea siguió atento el desarrollo de la guerra civil española, simpatizando por  los “nacionalistas”, el bando del levantamiento militar español, y declarando sus simpatías por el nacionalcatolicismo encarnado por Franco. También mostró doctrinariamente una abierta y expresa adhesión a las ideas antiliberales y corporativistas, a menudo inspiradas formalmente en el fascismo italiano y por el régimen de António de Oliveira Salazar.  En lo político opinaba que el recto camino cristiano era el de subordinar jerárquicamente el poder político al religioso. Para de Andrea el gobierno ideal cristiano se sintetizaba en el respeto absoluto a  las jerarquías esenciales de todo el cuerpo social.
En 1934 se entrevistó con el dictador Benito Mussolini, mas durante la Segunda Guerra Mundial tuvo un encuentro con el presidente de los Estados Unidos, Franklin Delano Roosevelt, y cambió de bando.

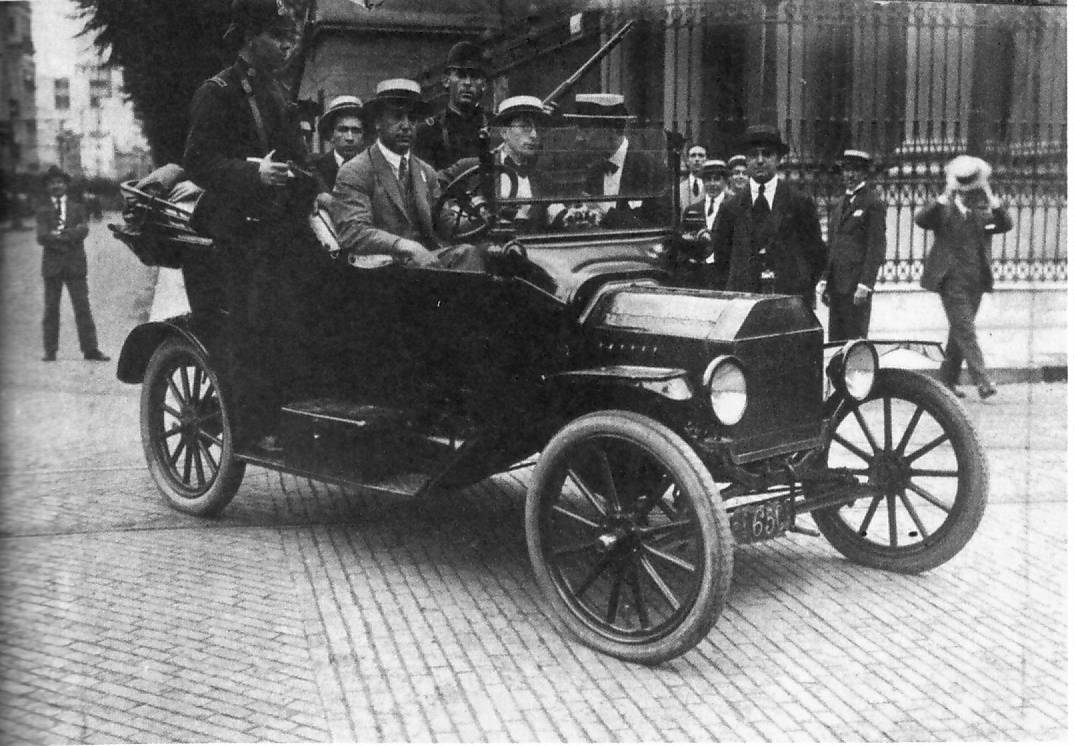
Miembros de la Liga Patriótica Argentina recorren las calles de Buenos Aires. De Andrea jugará un rol fundamental en su creación.

En 1942, De Andrea viajaba a Washington invitado por la National Catholic Welfare Conference para participar en la Asamblea de Altos Prelados que estudiarán los principales problemas surgidos por la guerra mundial. Sus discursos en Chicago obtienen éxito internacional.

Durante el periodo de entreguerras, escribiría sobre el complot masónico-liberal-sionista para entregar las naciones al comunismo internacional. Los escritos de De Andrea presentaban posturas antisemitas y denunciaba una supuesta conspiración sionista global, culpando a los judíos en Argentina por la crisis deos años 30, empleando estereotipos comunes de judíos y teorías conspirativas para acusar a los judíos de fundar organizaciones marxistas. 

## Enfrentamiento con Perón
Cuando surge y crece la figura política del Coronel Juan Domingo Perón, proclamando que su mensaje estaba inspirado en las encíclicas social-cristianas de León XIII y Pío XI, los primeros dignatarios en acercarse a su flamante Secretaría de Trabajo y Previsión, a poco de implantado el decreto sobre Enseñanza Religiosa, fueron don Emilio Antonio Di Pasquo y D'Andrea, quienes ya poseían experiencia en la difusión de la doctrina social cristiana. No debe olvidarse que la Alta Jerarquía Eclesiástica se embanderó masivamente en un apoyo tácito al nuevo social-cristianismo peronista, sin ningún tipo de disidencia importante. Miguel De Andrea fue el único obispo argentino que negara su firma a la pastoral del 15 de noviembre de 1945, donde la Alta Jerarquía Eclesiástica daba su apoyo tácito a la candidatura de Perón en las elecciones de 1946.
Y al año siguiente añadía, en el Teatro de la Opera (Rosario), citando palabras de un cardenal romano: 

Hablé del programa, que en sus líneas fundamentales ya había sido trazado con sabiduría previsora por el genio de León XIII, cuando acuñó el nombre de democracia cristiana, aquel mismo programa ampliamente comentado por el pontífice reinante, su Santidad Pío XII, en su trascendental alocución del 13 de junio de 1943 dirigida a 20.000 obreros italianos, quienes recibieron aquellas augustas palabras con auténtico entusiasmo y honda emoción. Tan valientes conceptos me recordaron los lejanos años de mi juventud, cuando en compañía de algunos hombres esforzados me alisté bajo la bandera de la democracia cristiana, alrededor de la cual hoy más que nunca pueden unirse todos los italianos que amen a su patria. La consigna de la verdadera democracia no está dada para un determinado país, sino para todos.

Al respecto, opinaba D'Andrea en abril de 1946: 

En uno de mis discursos del año pasado hice una afirmación que fue recibida con algunas reservas en cierto sector. Contenía un repudio a la intromisión de cierto clericalismo. La Providencia ha dispuesto que al cabo de pocos meses aquella afirmación sea solemne y autorizadamente ratificada en una reciente conferencia de los cardenales y arzobispos de Francia. Una de las conclusiones a que arribaron está contenida en estos términos: ‘Si el clericalismo significa intromisión del clero en la jurisdicción del Estado, la Iglesia condena el clericalismo’.” Para concluir, que en toda democracia podía establecerse la fórmula: “¡Ni laicismo, ni clericalismo!

El 11 de junio de 1955, durante la Procesión del Corpus Christi desplazándose desde la Catedral al Congreso Nacional, comandó grupos de activistas católicos para que dañaran placas conmemorativas a la figura de Eva Perón (la líder popular fallecida de cáncer dos años antes, a quien los peronistas consideraban una santa y mártir de los pobres). En el mástil del Congreso arriaron la bandera argentina e izaron la bandera pontificia (blanca y amarilla). La postura de De Andrea fue rechazada por monseñor Ferreyra Reinafé de La Rioja y monseñor Antonio Caggiano, arzobispo de Rosario.

## Legado político
Miguel de Andrea fue parte fundamental en la conformación de la Liga Patriótica Argentina creada en 1919, como otros agrupamientos políticos e ideológicos que surgieron, priorizaban la homogeneización y alianza de los sectores patronales ante lo que percibían como una amenaza. Hacia 1920, un grupo de jóvenes laicos, con el acompañamiento del Episcopado, pusieron en marcha los Cursos de Cultura Católica (CCC). Allí conocería a Manuel Vicente Ordóñez, donde llevarían una campaña contra la laicidad del Estado debía combatirse a través de la organización de la sociedad. Tanto Ordóñez como Andrea abrazarían las ideas del fascismo y más tarde del nacionalcatolicismo. Escribiría en el órgano principal del fascismo en Argentina, Il Mattino D´Italia, donde también escribirían Manuel Ordóñez, Leopoldo Lugones, Monseñor Gustavo Franceschi y los hermanos Rodolfo y Julio Irazusta.
En su juventud fue uno de los que le dio impulso a la idea de una conspiración judía contra la Argentina y contra la religión católica en su territorio. Las palabras del monseñor eran repetidas en los boletines parroquiales y en los textos escolares. La Editorial eclesiástica “Hermanos de la Escuelas Cristianas”, distribuyó libros a los alumnos de las escuelas católicas en los que se decía que los judíos eran “un elemento que encierra en si un verdadero peligro moral y económico”. En 1919 cumplió un papel destacado en la creación de grupos civiles parapoliciales: "Orden Social" y "Guardia Blanca", transformados posteriormente en "Liga Patriótica Argentina" y "Comité Pro Argentinidad" que crearon brigadas armadas con el visto bueno de la policía y el Ejército y el apoyo financiero de la "Asociación Nacional del Trabajo", entidad patronal presidida por Joaquín S. Anchorena.
Miguel de Andrea postulaba en 1951, que en Argentina era necesario ..establecer una coincidencia doctrinaria y práctica en torno a los principios básicos de la Democracia Cristiana, preguntando categóricamente: ¿No es esto lo que está restableciendo vigorosamente y salvando del comunismo a la laboriosa y cristiana Italia de donde vengo? El Partido Demócrata Cristiano de la Argentina y la Acción Católica constituyeron los brazos seculares de la Iglesia católica, aunque ella nunca admitiera públicamente sus contactos con esas organizaciones.
Miguel de Andrea creía en la conveniencia de formar un partido demócrata cristiano siguiendo la tendencia de Europa con Konrad Adenauer [cita requerida](canciller alemán en 1949-63, fundador del partido Unión Demócrata Cristiana de Alemania), Alcide de Gasperi (fundador del actualmente disuelto partido Democracia Cristiana Italiana) y Robert Schuman (ministro de Relaciones Exteriores francés en 1948-53 y líder del también del actualmente disuelto partido Movimiento Republicano Popular de tendencia demócrata-cristiana), padres fundadores de la Unión Europea. El 16 de junio de 1955, tras el bombardeo de Plaza de Mayo fue encarcelado durante algunas horas.

## Últimos años
Cae enfermo en 1959, transcurrido un año su enfermedad se irá agravando, hasta su fallecimiento el 23 de junio de 1960 en la ciudad de Buenos Aires. Fue enterrando en el cementerio de la Recoleta, donde recibió cristiana sepultura.